# Rue Ernest Solvay
Ne doit pas être confondu avec Rue Ernest Solvay (Liège).
La rue Ernest Solvay (en néerlandais: Ernest Solvaystraat) est une rue de la commune d'Ixelles dans le quartier de Matonge, ancienne rue des Minimes puis des Mineurs, qui relie la chaussée d'Ixelles à la chaussée de Wavre en passant par la rue Saint-Boniface.
La rue est dédiée, sur proposition de l'échevin Albert Verhaeren, au chimiste, industriel et philanthrope Ernest Solvay. C'est sous son égide que furent créés, dans le parc Léopold, les Instituts de Physiologie et de Sociologie. Sur le plan local, il s'occupa activement du dispensaire antituberculeux et de la gestion de l'instruction publique. La rue compte quelques maisons à l'architecture intéressante, celle du n° 20 étant signée par l'architecte Ernest Blerot (1870-1957).